# Joe Swail

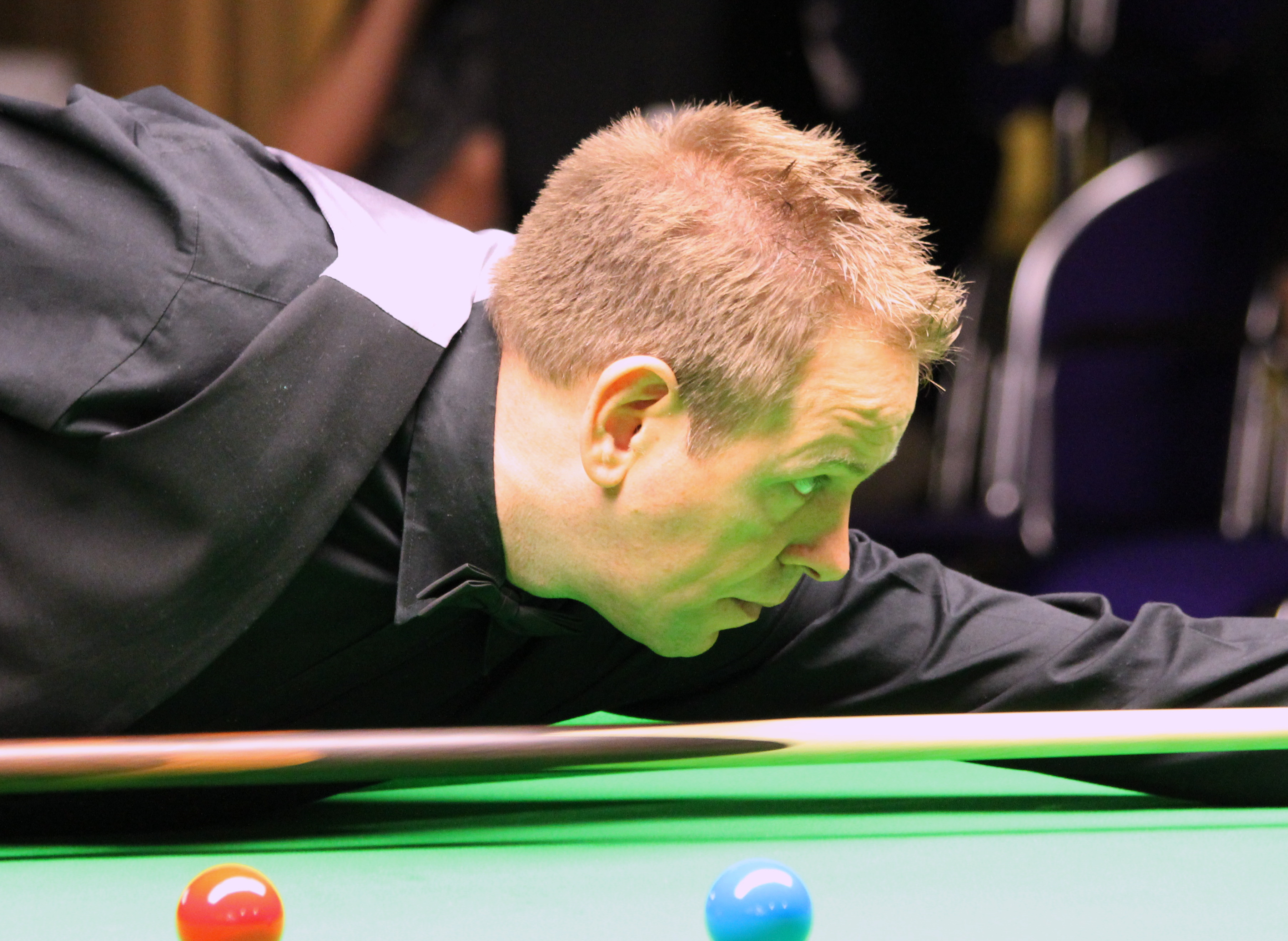
Joe Swail (2012)

Joe Swail (Belfast, 29 augustus 1969) is een Noord-Iers professioneel snookerspeler. Hij bereikte in 2001 zijn hoogste positie op de WPBSA-wereldranglijst, toen hij daarop tiende stond. In 2009 plaatste hij zich voor de finale van het rankingtoernooi de Welsh Open, die hij met 9-5 verloor van Ali Carter. Dat was zijn beste prestatie sinds hij in 1991 prof werd. Swail draagt de bijnaam The Outlaw, een woordspeling verwijzend naar de uitspraak van de filmtitel The Outlaw Josey Wales (' the outlaw Joe Swails ').
Swail heeft aangeboren slechthorendheid. Naar eigen zeggen helpt hem dit eerder dan dat het hem hindert tijdens het snooker, omdat hij hierdoor minder last heeft van achtergrondgeluiden in rumoerige accommodaties. Swail bereikte de halve finale van het World Snooker Championship in zowel 2000 als 2001. Zijn hoogste officiële break maakte Swail tijdens het China Open 2000, toen hij 142 punten scoorde in één beurt.

## Titels
- Irish Professional Championship 2005
- Irish Professional Championship 1992
- Strachan Challenge 1992
- Kings Cup 1992
- Kings Cup 1991
- English Amateur Championship 1990
- British Under-19 Championship 1988